# Landschaftsverband Südniedersachsen

Zuständigkeitsbereich des Landschaftsverbandes Südniedersachsen (dunkelrot) in Niedersachsen

Der Landschaftsverband Südniedersachsen ist ein eingetragener Verein in Niedersachsen und wurde 1989 gegründet.
Er zählt zu den Landschaftsverbänden in Niedersachsen.  Sein Wirkungsbereich umfasst die Landkreise Northeim, Göttingen und Holzminden sowie die Städte Seesen und Clausthal-Zellerfeld im Landkreis Goslar und die Stadt Alfeld im Landkreis Hildesheim. Sitz des Verbandes ist Göttingen.

## Aufgaben
Der Landschaftsverband fördert und entwickelt das Kulturleben in Südniedersachsen durch Dienstleistungen, beispielsweise Beratung bei der Planung von Kulturprojekten, die Vergabe von Zuschüssen und eigene Projekte. Er finanziert sich durch eine „regelmäßige Spende der VGH Versicherungen, das Land Niedersachsen und die Beiträge seiner Mitglieder“.
Beratung von Museen
Seit 2016 hat er auch die Aufgaben des Museumsverbundes Südniedersachsen e. V. übernommen, der Ende 2015 aufgelöst wurde. Vom Verband können sich alle im Verbandsgebiet liegenden Museen beraten lassen. Dies bietet er seit 2016 an. 22 Museen und Museenzusammenschlüsse sind Mitglied im Landschaftsverband. Eine Arbeitsgruppe „AG Museen“ hat 60 Mitglieder. Eine Übersicht über Förderungen im Jahr 2022 findet sich auf der Webseite des Verbandes und die davor liegenden in den Jahresberichten.